# سيرغي بولافين
سيرغي بولافين (بالروسية: Булавин, Сергей Викторович)‏ هو لاعب كرة قدم روسي في مركز الوسط، ولد في 19 يناير 1973 في ياروسلافل في روسيا. لعب مع أرسنال تولا وشينيك ياروسلافل.